# السحلية ذات القرون
السحلية ذات القرون (فرينوسوما "Phrynosoma") هي نوع من السحالي وتُمثِل النوع النموذجي لفصيلة فرينوسوماتايداي (Phrynosomatidae). وتشيع تسمية السحلية ذات القرون ب«العلجوم ذي القرون» أو«العلجوم المُقَرَّن» أو«الضفدع ذي القرون»، وذلك على الرغم من أنها لا تُعَد علجوما ولا ضفدعا. ولكنها اكتسبت هذه الأسماء الشائعة نظرًا لجسدِها المستدير وخَطمها غير الحاد؛ مما جعلها تشبه العلجوم أو الضفدع. (وكلمةفرينوسوما تعني حرفيًا «علجومي الجسد».) وبينما تتكون الأشواك التي تظهر على ظهرها وجانبيها مما يشبه الحراشيف، إلا أن القرون التي على رأسها هي قرون حقيقية (مما يعني أنها ذات جذورٍ عظمية). وهناك خمسة عشر نوعًا من السحالي ذوات القرون في أمريكا الشمالية، يرجِع أصل ثمانية منها إلى الولايات المتحدة. وتُعَد السحلية ذات القرون بولاية تكساس الأضخم حجمًا والأكثف انتشارًا بين الأنواع التي تقطن الولايات المتحدة (P. cornutum).

## الشكل
ومن الناحية مورفولوجي (بيولوجي) تُشبِه السحالي ذوات القرون الشيطان الشائك الأسترالي واسمه العلمي (Moloch horridus)، ومع ذلك فلا تربطهم إلا روابط بسيطة فحسب. بينما تجمعهم تشابهات أُخرى مثل الجلوس والانتظار من أجل الافتراس والاعتماد في التغذية على النمل، ولذلك يُعتبر كِلا النوعين مثالاً ممتازًا للتطور التقاربي.

### الوقاية من الافتراس
كما تستخدم السحالي ذوات القرون وسائل عديدة لتجنُب الافتراس. وبصفةٍ عامة فإن تلوُنها يفيدها كوسيلة للتمويه. وعندما تشعر بالتهديد، فإن أول ما تفعله دفاعًا عن نفسها هو البقاء ساكنة حتي لا يتم اكتشافها وإذا تم الاقتراب منها، تنطلق فجأةً وبسرعة ثم تقِف فجاةً تشتيتًا لحدة بصر المفترس. فإذا لم ينجح ذلك، تقوم بنفخ جسدِها ليبدو أكثر امتلاءً بالقرون وأضخم، ومن ثم يصعُب ابتلاعها. كما يتمكن أربعة أنواع على الأقل من قذف مجرى دموي مُوَجَه (انظر قذف الدم Autohaemorrhaging) من زوايا العين لمسافة تصل إلى خمسة أقدام. ولكي يتم ذلك، يقومون بحبس مجرى الدم الوارد من الرأس، مما يؤدي إلى ارتفاع ضغط الدم وتمزُق أوعية صغيرة جدًا حول الجفون. وذلك لا يُسبب تشتتًا للمفترسين فحسب بل يجعل مذاق الدماء سيئًا للغاية بالنسبةِ إلى فصائل الكلبيات والسِنَّوري المفترسة. أما عن الطيور المفترسة، فيبدو أن السحلية لا تتخذ أي إجراء دفاعي حيالها. ولكن تجنبًا للنيل منها عن طريق الرأس أو الرقبة، تقوم السحلية ذات القرون بإحناء رأسِها أو رفعها وتوجيه قرونها الصلبة إلى الأمام أو إلى الخلف. وإذا حاول المفترس النيل من السحلية عن طريق الجسد، فإنها تأخذ بهذا الجزء من جسدها إلى داخل الأرض بحيث يصعُب على المفترس الوصول بفكِهِ الأسفل إلى هذا الجانب من السحلية.

## أنواع ونويعات

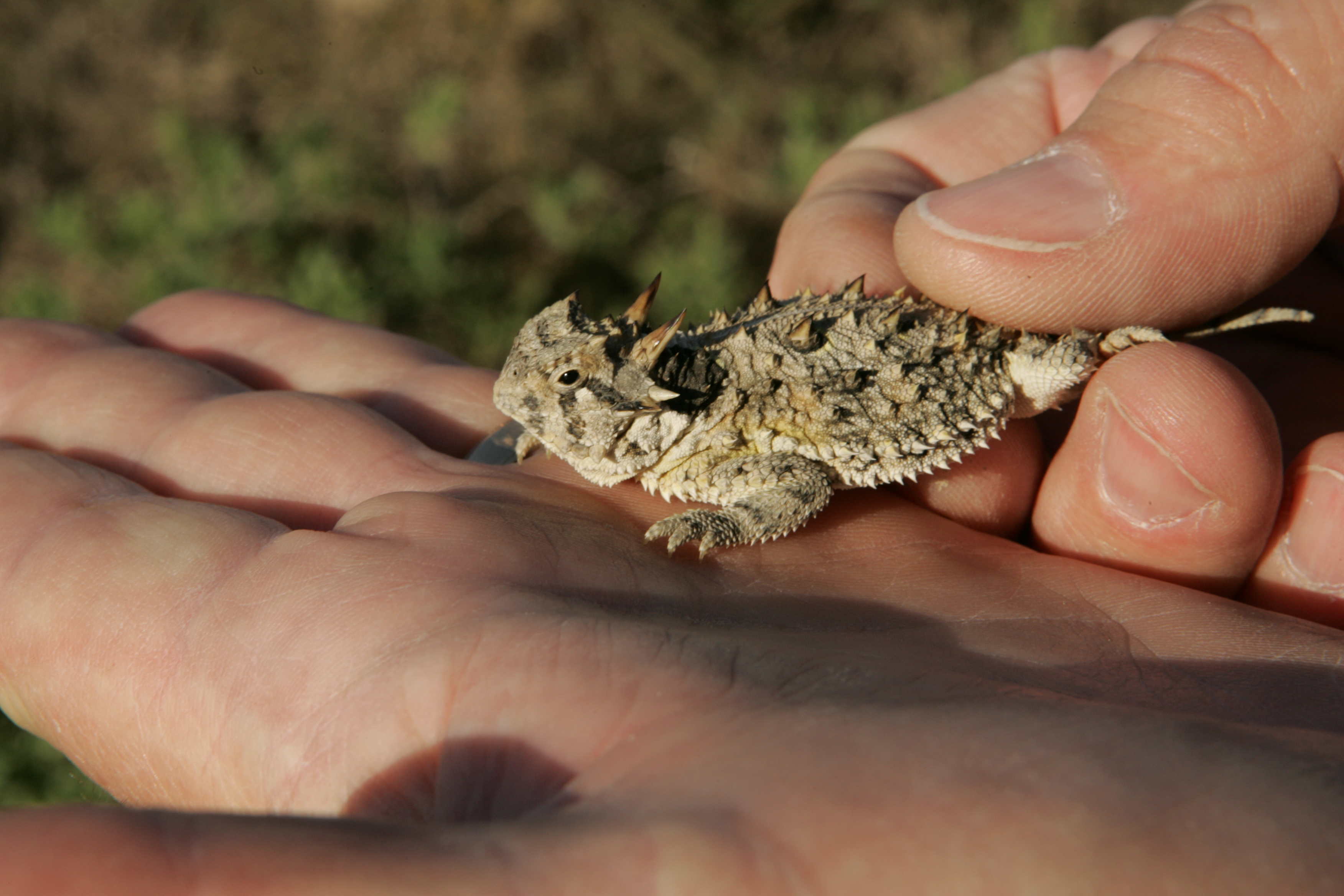
سحالي ولاية تكساس من ذوات القرون

- سحالي ذوات القرون العملاقة، Phrynosoma asio إدوارد دريبكر كووب Cope، 1864
- سحالي ذوات القرون قصيرة الذيل، Phrynosoma braconnieri اوجست دوموريل Duméril، 1870
- سحالي ذوات القرون بجزيرة سيدروس، Phrynosoma cerroense ليونهارد هِس ستيجنِجر Stejneger, 1893
- سحالي ولاية تكساس من ذوات القرون، كورنوتيام فرينوسوماPhrynosoma cornutum ريتشارد هارلن (ريتشارد هارلان، 1825)
- سحالي ساحلية من ذوات القرون، Phrynosoma coronatum

- سحالي ذوات القرون بمدينة كيب، هنري ماريPhrynosoma coronatum coronatum (هنري ماري دوكروتي دي بلينفيل، 1835)
- سحالي من ذوات القرون بمدينة سان دييغو، Phrynosoma coronatum blainvillii جون إيدورد جراي جون إدوارد غراي، 1839
- سحالي من ذوات القرون بكاليفورنيا، Phrynosoma coronatum frontale فان ديمبرج Van Denburgh, 1894
- السحالي ذوات القرون بشبه الجزيرة المركزية، كارل بَترسُنPhrynosoma coronatum jamesi Schmidt, 1922
- السحالي ذوات القرون بشبه الجزيرة الشمالية، توماس باربوورPhrynosoma coronatum schmidti Barbour, 1921

- Ditmars' Horned Lizard أو السحالي الصخرية ذوات القرون، ليونارد هِس ستِنجرPhrynosoma ditmarsi Stejneger، 1906
- السحالي ذوات القرون القصيرة، Phrynosoma douglassii

- Phrynosoma douglassi brachycercum هوبارت موار سمِث هوبارت موير سميث، 1942
- Phrynosoma douglasii douglasii تي.بِل 1828 (Bell،

- السحالي الجبلية ذي القرون القصيرة، Phrynosoma hernandesi تشارلز فريدريك جيرارد1858 Girard, 1858
- السحالي ذوات القرون مسطحة الذيل، Phrynosoma mcallii إدوارد هالوويل (إدوارد هالويل، 1852)
- السحالي ذوات القرون دائرية الذيل، Phrynosoma modestum Girardتشارلز فريدريك جيرارد، 1852

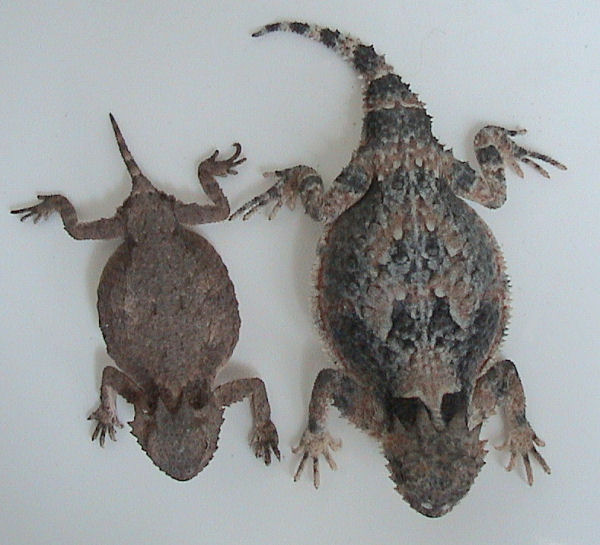
مقارنة بين P. modestum وP. platyrhinos

- السحالي ذوات القرون بصحراء شيواوا، Phrynosoma orbiculare

- Phrynosoma orbiculare boucardii اوجست دوموريل (Duméril & ماري فيرمِن بوكورت Bocourt، 1870
- Phrynosoma orbiculare bradti هوروويتز Horowitz، 1955
- Phrynosoma orbiculare orbiculare كارل لينوس1789 (كارولوس لينيوس، 1789)
- Phrynosoma orbiculare orinetale هوروويتز Horowitz، 1955
- Phrynosoma orbiculare cortezii اوجست دوموريل (Duméril & فيرمِن بوكورت Bocourt، 1870
- Phrynosoma orbiculare dugesii اوجست دوموريل (Duméril & ماري فيرمِن Bocourt، 1870

- سحالي ساحلية من ذوات القرون، Phrynosoma coronatum

- السحالي ذوات القرون بالصحراء الجنوبية، Phrynosoma platyrhinos calidiarum ادوارد درينكر كووب Cope, 1896
- السحالي ذوات القرون بالصحراء الشرقية، Phrynosoma platyrhinos platyrhinos شارلز فريدرك جيرارد1852 Girard, 1852
- السحالي ذوات القرون بسونورا، Phrynosoma platyrhinos goodei ليونارد هِس ستيجنر Stejneger، 1893

- السحالي الملكية ذوات القرون، Phrynosoma solare جون إدوارد جراي جون إدوارد غراي، 1845
- السحالي المكسيكية ذوات القرون، Phrynosoma taurus الفريدو دوجوس Dugès، 1873
- السحالي ذوات القرون بساحل الخليج، Phrynosoma wigginsi آر.آر. مونتانوتشي Montanucci، 2004

## الأهمية
يُعد نوع السحالي من ذوات القرون زواحف الدولة الرسمية بولاية وايومنغ.
تُعد السحالي ذوات القرون بولاية تكساس الزواحف الرسمية لهذه الولاية كما تُعد ضفادع تي سي يو من ذوات القرون "horned frog" جالب الحظ ل جامعة تكساس المسيحية في مدينة فورت وورث، بولاية تكساس.

## روابط خارجية
- HornedLizards Yahoo Group: Horned Lizard Preservation and Discussion
- Horned lizard skulls and info at Digimorph.org
- Horned Lizard Conservation Society
- Phrynosoma.Org: HL Species, Husbandry, and Conservation Info
- Phrynosoma.Org: Forum
- Zipcodezoo.com
- Horned Lizards at UTexas.edu
- Argentine ants linked to declines in coastal horned lizards
- Texas Christian University mascot: What's a Horned Frog?
- Horny Toads - Field study of Short-horned Lizards by students of Waterville Elementary School